# Brady (Washington)
Pour les articles homonymes, voir Brady.
Brady  est une census-designated place américaine de l'État de Washington dans le comté de Grays Harbor. 
La population était de 676 habitants en 2010.